# Shadrinsky Uyezd
Shadrinsky Uyezd (Шадринский уезд) foi uma das subdivisões do Governatorato de Perm do Império Russo. Situava-se na parte sudeste da governadoria. O seu centro administrativo era Shadrinsk.

## Demografia
Na época do Censo do Império Russo de 1897, Shadrinsky Uyezd tinha uma população de 310.669. Destes, 89,0% falavam russo, 5,8% Tatar, 4,9% Bashkir e 0,2% Komi-Permyak como língua nativa.